# Atrophaneura atropos
Pachliopta atropos là một loài bướm ngày thuộc họ Papilionidae. Nó là loài đặc hữu của Philippines.